# Robert Lendlmayer von Lendenfeld
Robert Lendlmayer von Lendenfeld (Graz, 10 febbraio 1858 – Praga, 3 luglio 1913) è stato un alpinista, biologo, cartografo  e spongiologo austriaco, fu uno degli esponenti del movimento alpinistico dei "senza guida" alpina dell’epoca, quali Ludwig Purtscheller, Edward Theodore Compton, Oskar Eckenstein, Walther Flender, Heinrich Hess, Humphrey Owen Jones, Hans Wödl e Geoffrey Winthrop Young.

## Biografia
Dal 1878 Lendenfeld studiò scienze naturali, in particolare zoologia. Dopo aver conseguito il dottorato, visse in Australia e Nuova Zelanda dal 1881 al 1886. Nel 1883 fu insegnante presso l'Agricultural College di Lincoln (Nuova Zelanda). Dal 1884 al 1886 insegnò al Sydney Technical College. Condusse studi anche sugli animali inferiori del mare. Come assistente presso l'University College di Londra, elaborò il materiale raccolto in Australia e Nuova Zelanda nel 1886. Dal 1889 fu docente privato di zoologia all'Università di Innsbruck e nel 1892 fu all'Università di Czernowitz come professore associato. Nel 1897 fu all'Università Karl Ferdinands come professore ordinario e direttore dell'istituto zoologico. Dal 1912 fino a poco prima della sua morte, avvenuta nel 1913, fu rettore dell'Università tedesca di Praga. La sua ricerca fu concentrata sui movimenti di volo degli insetti e sulla fauna delle profondità marine e delle barriere coralline. Lendenfeld era un appassionato alpinista. Una delle sue prime ascensioni fu la scalata dello Schwarze Wand nel Gruppo del Venediger negli Alti Tauri. Si distinse per le sue straordinarie imprese, dovute alle sue particolari doti di resistenza, coraggio e prudenza come quella dell'Ortles che scalò per la prima volta in inverno dalla Payerhütte, precisamente il 7 gennaio 1880 con Peter Dangl. Il 30 luglio 1881 salì la parete nord-est della Punta Grohmann, nel Sassolungo con Michele Bettega, Ludwig Grünwald e Santo Siorpaes.
Dal 1884 al 1885 esplorò il monte Kosciuszko e il monte Townsend, le due montagne più alte del continente australiano. Lendenfeld diede a quest'ultimo il nome del funzionario governativo Townsend. Nel 1883 riuscì a scalare lo Hochstetter Dome, che prese il suo nome, cosa che è considerata la prima ascensione su una vetta importante delle Alpi neozelandesi.

## Pubblicazioni
- 1886: Über Coelenteraten der Südsee
- 1888: Catalogo descrittivo delle spugne dell'Australian Museum di Sydney
- 1890: Australia Felice
- 1892: Viaggio in Australia
- 1894: Der Tasman Gletscher und seine Umgebung, Gotha
- 1894: Die Tetractinelliden der Adria (Mit einem Anhange über die Lithistiden)
- 1895: Rapporto sui pesci di profondità raccolti dalla HMS Challenger durante gli anni 1873-76
- 1896: Dalle Alpi
- 1896: La Clavulina dell'Adriatico
- 1899: Wissenschaftliche Ergebnisse der Reisen in Madagaskar und Ostafrika (con Alfred Völtzkow, Hans Schinz, Hans Strahl, Hubert Ludwig, Henri de Saussure)
- 1899: Die Hochgebirge der Erde
- 1902: Nuova Zelanda
- 1902: Das große australische Wallriff
- 1903: Il regno degli animali
- 1903: Poriferi: Tetraxonia
- 1908: Spedizione Tetraxonia der deutschen Südpolare, 1901-1903
- 1913: Untersuchungen über die Skelettbildungen der Kieselschwämme: I. Die Mikrosklere der Caminus-Arten[2]